# Aegithalos
Aegithalos és el nom d'un gènere d'ocells de la família dels egitàlids (Aegithalidae) i l'ordre dels passeriformes. Són aus molt petites, amb llarga cua. Es distribueixen per Euràsia, des de la Xina i Taiwan, passant pel sud-est asiàtic i Àsia meridional, fins a Europa Occidental. Als Països Catalans només es presenta la mallerenga cuallarga (Aegithalos caudatus).

## Taxonomia
Segons la classificació del Congrés Ornitològic Internacional (versió 10.2, 2020) aquest gènere està format per 10 espècies:
- Aegithalos exilis - mallerenga cuallarga pigmea.
- Aegithalos bonvaloti - mallerenga cuallarga cellanegra.
- Aegithalos sharpei - mallerenga cuallarga de Myanmar.
- Aegithalos caudatus - mallerenga cuallarga eurasiàtica.
- Aegithalos fuliginosus - mallerenga cuallarga fuliginosa.
- Aegithalos leucogenys - mallerenga cuallarga galtablanca.
- Aegithalos niveogularis - mallerenga cuallarga gorjablanca.
- Aegithalos glaucogularis - mallerenga cuallarga gorjagrisa.
- Aegithalos concinnus - mallerenga cuallarga gorjanegra.
- Aegithalos iouschistos - mallerenga cuallarga rogenca.

Tanmateix, altres obres taxonòmiques, com el Handook of the Birds of the World i la quarta versió de la BirdLife International Checklist of the birds of the world (Desembre 2019), compten que el gènere té 11 espècies, car consideren que dues subespècies de la mallerenga cuallarga gorjanegra (A. concinnus iredalei i A. concinnus annamnensis) són espècies separades. Segons aquest criteri, s'hauria de considererar:
- Aegithalos concinnus (stricto sensu) - mallerenga cuallarga gorjanegra.
- Aegithalos iredalei - mallarenga cuallarga de l'Himàlaia
- Aegithalos annamnensis - mallerenga cuallarga d'Annam

A més, el HBW considera també que la mallerenga cuallarga de Myanmar es tracta d'una subespècie de la mallerenga cuallarga cellanegra (A. bonvaloti sharpei).